# Yeo-ugaksibyeol
Yeo-ugaksibyeol (여우각시별?, lett. "La stella della sposa volpe";  titolo internazionale Where Stars Land) è un drama coreano trasmesso su SBS TV dal 1º ottobre al 26 novembre 2018.